# Остготи

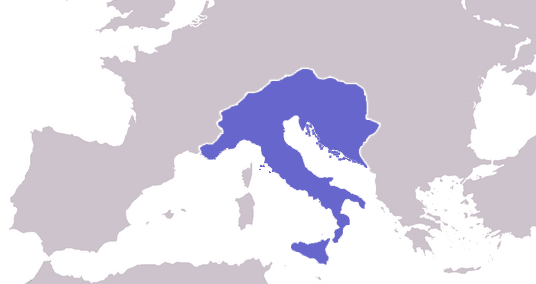
Мапа Остготського королівства

Остго́ти (остроготи лат. Ostrogothi) або грейтунги (Greutungi) — давньогерманський народ, східна гілка готів, що розділилися з кінця IV століття на вестготів (західних готів) і остготів (східних). Межею між ними в IV ст. був Дністер; остготи жили в степах між Дніпром і Доном[джерело?]. Але незабаром обидва народи посунули на захід.

## Остготи за Германаріха
Творцем остготської могутності був Германаріх, який походив з царського роду амалів, що колись правив всіма готами. Спершу він був конунгом одного племені, але потім об'єднав під своєю рукою сусідні фінські та слов'янські племена. За Йорданом, володіння Германаріха простягалися від Тиси до Волги і гирла Дону, від Чорного до Балтійського або й навіть до Білого моря.
Сусіди поважали його за хоробрість та прославляли у народних переказах[джерело?]. За легендами, «йому було понад сто років, коли з'явилися гуни і кинулися на багаті володіння остготів. Він хоробро виступив проти гунів, але двічі був розбитий. Не стерпівши сорому, Германаріх заколовся в 373 році». Його наступник Вінітар безнадійно боровся з гунами, але зазнав поразки і «поліг на полі бою». Уцілілі остготи на чолі з Алатеєм і Сафрі, під прикриттям табору вестготів (останні підкорилися гунам і ті залишили їх жити на рідних землях), ганебно втекли на терени Римської імперії за Дністер, врятувавши малолітнього сина Вінітара.

## Звільнення з-під влади гунів
Багато остготських воєначальників і навіть нащадки Амалів зустрічаються серед полководців Аттіли, до військ якого входили й загони остготів. При Феодосії частина остготів була поселена в Лідії і Фригії. Після смерті Аттіли його держава розпалася, і остготи оселилися в Паннонії, повставши проти гунів на чолі з трьома братами з роду Амалів, Валамером, Теодемером і Відемером. У 454 році відбулася вирішальна битва в Паннонії, на річці Нетаде, де син Аттіли, Елах, геройськи загинув, а гуни організовано відступили. При цьому, остготи ніколи більше ніколи не наважували і носа показати на землях Північного Причорномор'я, з яких їх вигнали гуни.

## Королівство остготів
Остготи часто нападали на Іллірію, вимагаючи сплати данини, а згодом включили Іллірію і Далмацію разом з Італією до складу своєї держави, яка в українській мові дістала назву Королівство остготів. Вони уклали союз з Гейзеріхом для нападу на Східну Римську імперію. У 454 році улюблена наложниця короля Теодемира, Ереліва (Евсевія або Єлена), народила сина Теодоріха, якого згодом прозвали Великим. У дитинстві його відправили заручником у Константинополь, де він виховувався і здобував освіту. Повернувшись до батька у 18 років, він успадкував його володіння близько 475 року, а 481 року став єдиним королем всіх остготів. З відома імператора Зенона, Теодоріх вирушив у похід в Італію, де царював тоді Одоакр.
Взимку 488 готи зібралися з Паннонських рівнин у нову столицю королівства Теодоріха, і рушили на Італію. Завдяки міцним стінам Равенни, Одоакр декілька років захищався, але 493 року з ним був укладений мирний договір, за яким вони з Теодоріхом повинні були правити Італією разом. Через деякий час Теодоріх убив Одоакра і залишився єдиним правителем Італії, а також Норика, Виріши, Тіролю. Мрією Теодоріха було об'єднати остготів і римлян в один народ, об'єднати римський елемент з німецьким, насадити римську культуру германцям і цивілізувати варварів.
Але Теодоріх не був імператором: він був намісником імперії (dominus rerum) і готським королем. Його відносини з Візантією були фальшиві. Йому необхідно було жити в мирі з нею, та одночасно він хотів бути незалежним правителем. Зовнішня політика Теодоріха мала мирний характер; він був найстаршим серед всіх варварських королів. Він бачив себе і остготів як посередників між античним і варварським світом. Родина Теодоріха здобула римську освіту. Сам аріанин, він відрізнявся віротерпимістю, але релігійний антагонізм готів-аріан і католиків-римлян був головною перешкодою успіху його прагнень. При дворі Теодоріха жили Симах, Боецій і Кассіодор; з'явився у остготів і національний історик Йордан.

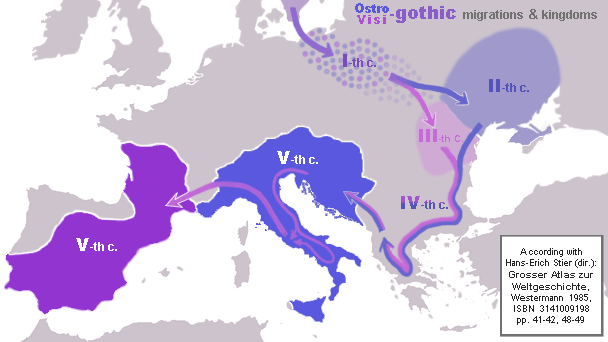
Мапа ґотської міграції

Релігійні розбрати служили приводом для зіткнень з Візантією, тому під кінець життя Теодоріх почав переслідувати римських сенаторів і католиків. 526 року Теодоріх помер, і з того часу почався швидкий занепад остготського королівства, яке при Теодоріху досягло найвищого ступеня своєї могутності.
Спочатку правила дочка Теодоріха Амаласунта (526—534 роки), як опікунка свого малолітнього сина Аталаріха. Вона була розумною і освіченою, але готи її не любили за покровительство римлянам. Вона повернула дітям Боеція і Симмаха конфісковані маєтки батьків, керувала в своїй діяльності радами, а свого сина Аталаріха примушувала займатися науками.